# Batarà del Napo
El batarà del Napo (Thamnophilus praecox) és una espècie d'ocell de la família dels tamnofílids (Thamnophilidae).

## Hàbitat i distribució
Habita vegetació baixa, especialment a la llarga de corrents fluvials del nord-est de l'Equador.